# 황제의 봄
《황제의 봄》(寂寞空庭春欲晚)은 2016년 방송되었던 중국의 드라마이다.

## 소개
- 청나라 소년 강희제와 림랑의 가슴 아픈 사랑을 그린 드라마

## 등장 인물
- 류카이웨이 - 강희제 역
- 정솽 - 양비 위씨 역
- 장빈빈 - 나라 싱더 역
- 마설 (Michelle Yim) - 효장문황후 역
- 장효신 (张晓晨) - 장경 역
- 왕약심 (王若心) - 혜비 역
- 진량펑 (陳良平) - 납란명주 역
- 장즈시 - 화주 역
- 서소강 - 구왈갸 오보이 역
- 주쉬단 - 고륜단민공주 역
- 소무 (苏茂) - 아부나이 역